# Walenty Danielak

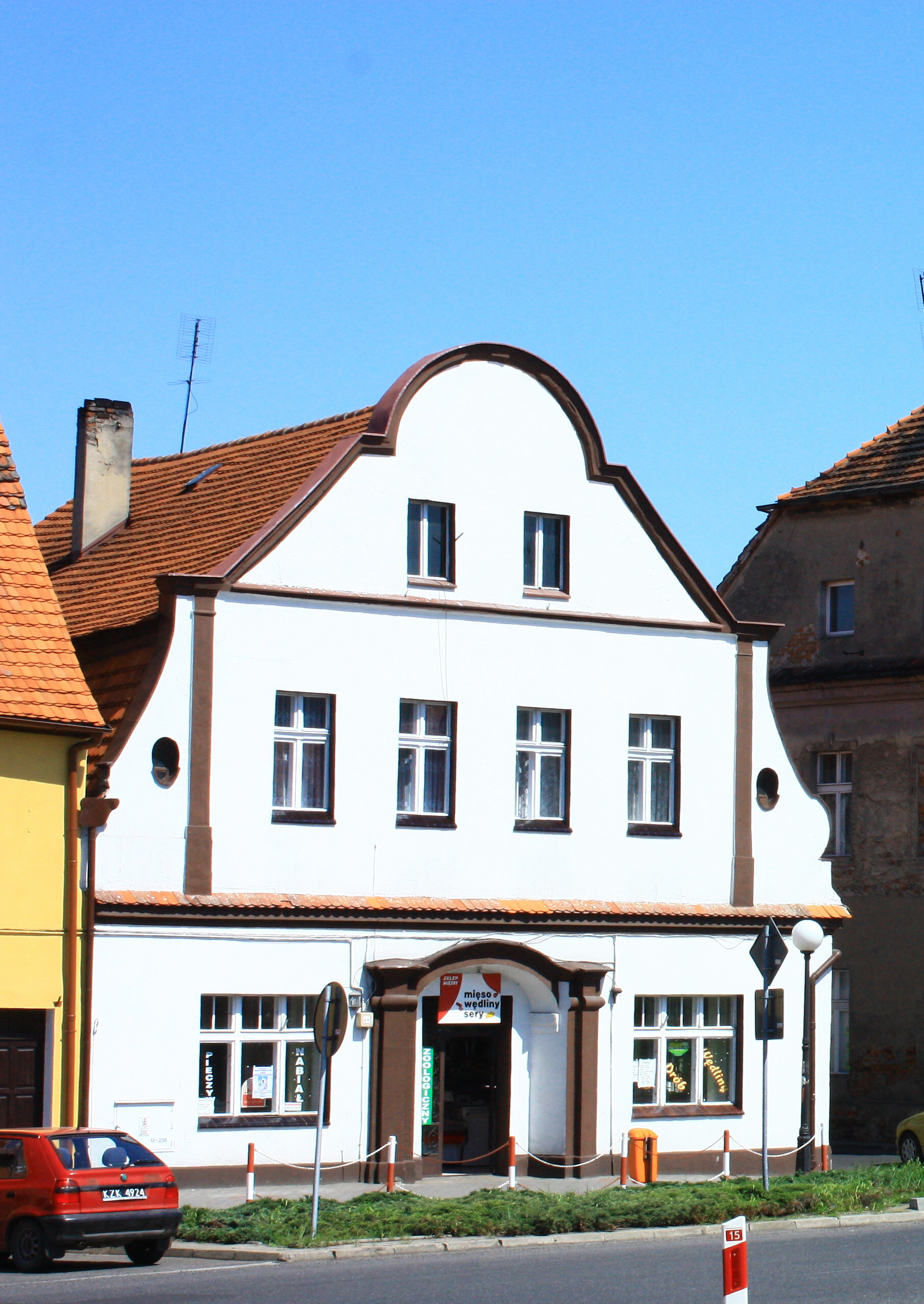
Dom Walentego i Ludwika Danielaków w Zdunach (Rynek). W tym domu Walenty Danielak mieszkał w latach 1924–1939

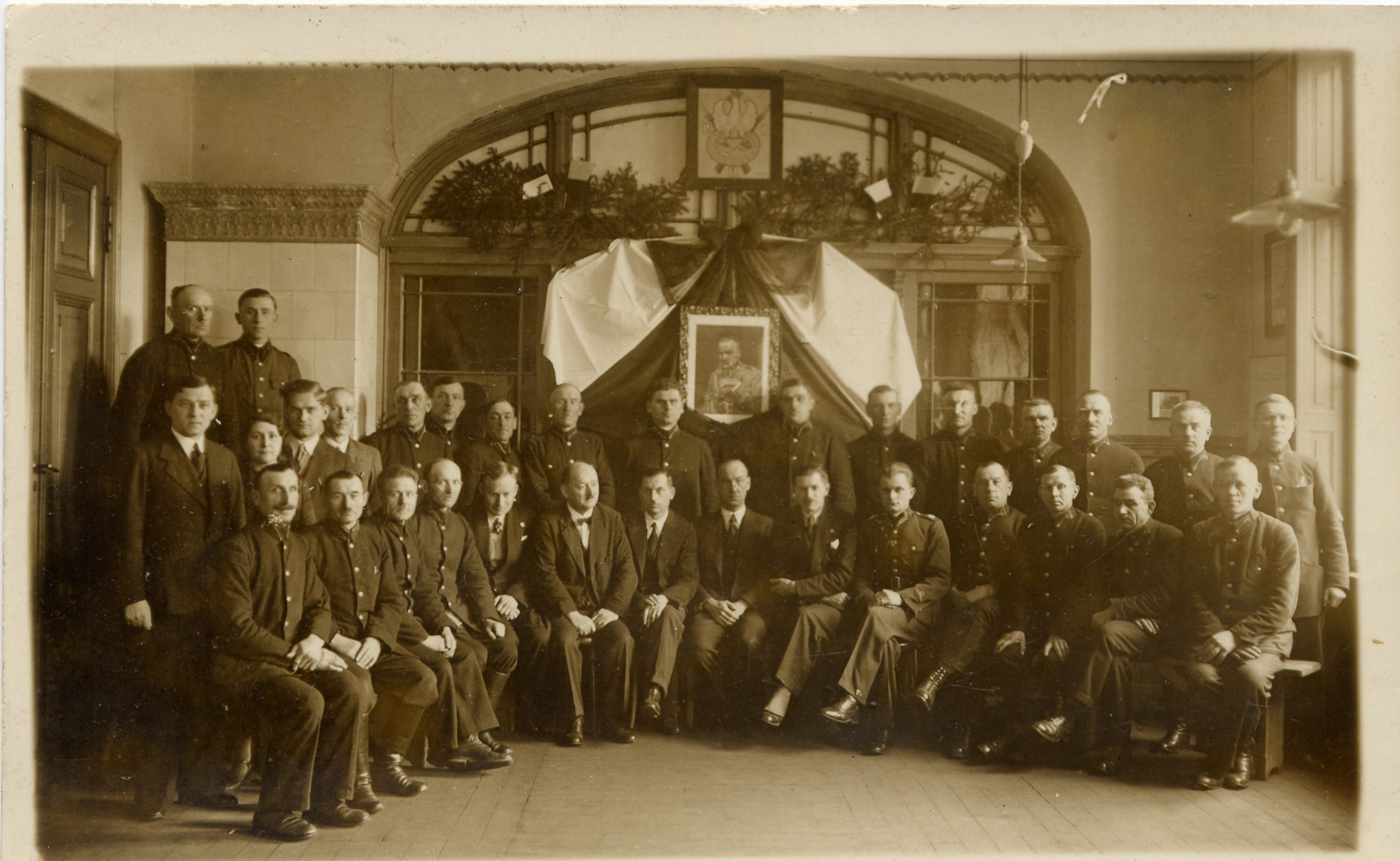
Spotkanie szachistów w klubie Giermek (sala wielka restauracji Walentego Danielaka), Zduny 1931. Ludwik Danielak czwarty od lewej w rzędzie stojącym

Walenty Danielak (ur. 2 lutego 1874 roku w Bilczewie k. Ostrowa Wielkopolskiego, zm. 6 czerwca 1946 w Rogoźnie) – polski działacz społeczny. Założyciel „Hotelu Centralnego” w Zdunach k. Krotoszyna, restauracji i Zajazdu „Danielak”. Powstaniec wielkopolski (Straż Ludowa w Ostrowie Wielkopolskim). Radca prawny majątku Lipskich. Radny Zdun oraz członek Towarzystwa Przemysłowców. Ojciec harcerza i pocztowca Ludwika Danielaka.

## Rodzina
Pochodził z patriotycznej rodziny ziemiańskiej z Bilczewa k. Ostrowa Wielkopolskiego. Był synem Jana Danielaka (ur. 1851) i Katarzyny z Szymczaków. Jego brat, Józef Danielak, był właścicielem Domu Handlowego w miejscowości Wanne-Eickel (Westfalia – Niemcy) oraz kilku posiadłości w Wielkopolsce (Rogoźno, Piaski, Leszno, Lewków). Józef Danielak był także aktywistą leszczyńskiego Bractwa Kurkowego, gdzie pełnił z początku funkcję przewodniczącego komisji rewizyjnej, a w 1938 roku był członkiem i II Rycerzem Majestatu Bractwa w Lesznie. 
Najmłodszy z braci, Ludwik Danielak (ur. 1902), był powstańcem wielkopolskim. Został odznaczony Wielkopolskim Krzyżem Powstańczym. Jego brat Ludwik brał udział w Powstaniu wielkopolskim 1918 / 1919 roku - od dnia 13.11.1918 do dnia 12.2.1919 roku jako ochotnik z bronią w ręku. Wziął udział między innymi w oswobodzeniu miasta Skalmierzyce i okolicach pod dowództwem Idziora Józefa. W czasie II wojny światowej działał w partyzantce. W maju 1944 roku został aresztowany przez Gestapo i dnia 28.6.1944 zamordowany w Kaliszu i pochowany na tamtejszym cmentarzu katolickim.
Bracia Danielakowie utrzymywali z możnymi i przemysłowcami dobre kontakty, polegające nie tylko na współpracy handlowej, czy przemysłowej, ale przede wszystkim na działalności patriotycznej i społecznej. Dziećmi Walentego Danielaka były: Helena Kryg, Ludwik Danielak (ur. 1909), Ewa Marciniak i Marianna Wierzchacz.
Dom Danielaków był ostoją patriotyzmu w południowej części Wielkopolski (w samych Zdunach ponad połowę mieszkańców stanowili Niemcy). Wnukami Walentego Danielaka byli między innymi: kontynuator tradycji harcerskich w Zdunach i założyciel drużyny harcerskiej w Cieszkowie harcmistrz Marian Marciniak oraz członkini chórów Zdun (Harmonia) i Krotoszyna Krystyna Nawrocka, córka Ludwika Danielaka.

## Działalność patriotyczna i społeczna
Z wykształcenia był prawnikiem. Po zaślubinach z Antoniną z Krysiaków, Walenty Danielak przeniósł się z rodzinnego Bilczewa do Piasek k. Ostrowa Wielkopolskiego (obecnie dzielnica Ostrowa Wielkopolskiego). Tam, w krótkim czasie, nawiązał kontakty z zamożną rodziną Lipskich (Adam Lipski, Józef Lipski i Jan Lipski) w Lewkowie oraz w Karskach. W 1919 roku brał udział w powstaniu wielkopolskim w Ostrowie Wielkopolskim, zostając członkiem i współorganizatorem Straży Ludowej w tym mieście.
W roku 1922 objął stanowisko radcy prawnego majątku Lipskich w Karskach. Utrzymywał kontakty nie tylko z rodziną Lipskich ale także patriotyczną rodziną Szembeków. 
W połowie 1924 roku grupa patriotów, utworzona przez Szembeków i Lipskich (Bogdan Szembek i Adam Lipski), zdecydowała o wysłaniu Walentego Danielaka wraz z rodziną do przygranicznych Zdun k. Krotoszyna (Zduny Niemcy uważały za miasto niemieckie).
W 1925 roku jego syn Ludwik Danielak, prawdopodobnie z jego inicjatywy, założył w Zdunach harcerstwo (drużyna im. Zawiszy Czarnego) o charakterze pro obronnym, co wywołało wśród Niemców duże zaniepokojenie. Powstały też inne grupy harcerskie w powiecie krotoszyńskim, które inicjował Danielak. Walenty Danielak finansował działalność harcerską swojego syna Ludwika. Założył też „Hotel Centralny” w Zdunach oraz restaurację i Zajazd „Danielak”. 
21 maja 1925 roku do Zdun przybył generał Józef Haller, który udekorował zasłużonych członków Towarzystwa Powstańców i Wojaków im. generała Józefa Hallera. Wśród odznaczonych znalazł się Walenty Danielak, który był także jako restaurator, organizatorem uroczystego obiadu z udziałem generała Hallera. Organizował w swojej Sali Wielkiej zabawę taneczną dla przybyłych gości. Następnego dnia, tj. 22 maja przyjechał do Zdun Prezydent II Rzeczypospolitej Stanisław Wojciechowski, który także podejmowany był uroczystym obiadem w Restauracji Danielaka. 
W 1931 roku Danielak był współzałożycielem i członkiem Towarzystwa Przemysłowców oraz członkiem Towarzystwa Gimnastycznego „Sokół”, które wspierał finansowo. Pomagał też w budowie stadionu żużlowego w Krotoszynie.
W Hotelu Walentego Danielaka odbywały się zebrania Związku Weteranów Powstań Narodowych RP, w których jako członek związku sam uczestniczył.
W latach 1928–1930 i 1932–1934 był radnym Zdun. Od 1933 roku działał w Komitecie ds. Bezrobocia w powiecie krotoszyńskim, którego przewodniczącym był ówczesny właściciel Pałacu w Baszkowie (wtedy województwo poznańskie) książę Olgierd Czartoryski. W tym czasie Walenty Danielak utrzymywał bardzo dobre kontakty z tą rodziną.
W 1929 roku w Polsce ogłoszono Pożyczkę Odrodzenia Polski, a w latach 30. Pożyczkę Narodową na funkcjonowanie państwa polskiego i inwestycje przemysłowe. 
Od 1932 roku Walenty Danielak był członkiem Powiatowego Komitetu Wykonawczego Pożyczki Narodowej, który koordynował pracę i działalność tej organizacji. W skład tego Komitetu wchodzili także burmistrz Zdun - Bernard Szał i burmistrz Krotoszyna, oraz książę Olgierd Czartoryski, nadleśniczy Edward Krótki, Maksymilian Chojnacki oraz Stanisław Telega.
Od 1936 roku był współorganizatorem zbiórek na rzecz OPL oraz był indywidualnym subskrybentem pożyczki na rzecz Obrony Przeciwlotniczej Polski, wpłacając regularnie co miesiąc 100 zł na ten cel. Walenty Danielak organizował także zbiórki pieniężne na rzecz Funduszu Obrony Narodowej (FON) oraz Obrony Powietrznej i Przeciwgazowej Polski w 1939 roku. 
W wielkiej sali restauracyjnej Walentego Danielaka często organizowano patriotyczne wieczornice, występy chóru „Harmonia”, zbiórki harcerskie, turnieje szachowe, szkolenia oficerów 56 Pułku Piechoty Wielkopolskiej z Krotoszyna oraz ludności Zdun (przedstawiciele kadry oficerskiej 56 pp. Wielkopolskiej z Krotoszyna byli też częstymi gośćmi w domu Danielaków, gośćmi byli także oficerowie Biura Wojskowego Poczty i Telegrafów: ppłk Adam Paciorek, mjr Mieczysław Michoniewski i kpt. Adam Gac oraz kadra oficerska z Kalisza).

## II wojna światowa

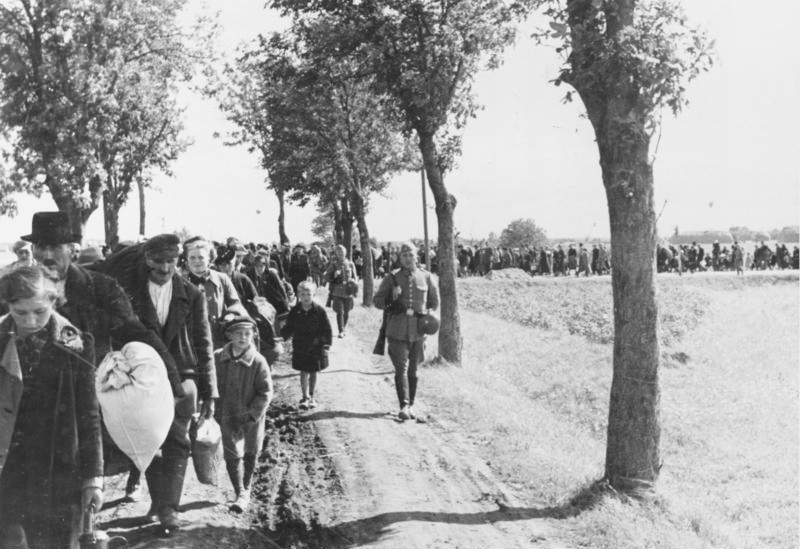
Wypędzanie Polaków z Wielkopolski bezpośrednio po zakończeniu działań wojennych, jesień 1939

1 września 1939 roku Walenty Danielak opuścił rodzinne Zduny i wraz z żoną i córkami (Ludwik Danielak był funkcjonariuszem pocztowcem i z rodziną udał się specjalnym pociągiem ewakuacyjnym przez Jarocin, Koło i Kutno na wschód) pojechał do Rogoźna. Początkowo ukrywał się, ponieważ był na tzw. liście osób wrogich Rzeszy. Według tej listy miał być skierowany do Generalnego Gubernatorstwa w okolice Łodzi. Nigdy jednak nie opuścił Wielkopolski.
W czasie okupacji podejmował tajną działalność patriotyczną na terenie Rogoźna. Wspierał też tajne nauczanie młodzieży oraz pomagał społeczeństwu polskiemu. Zmarł 6 czerwca 1946 roku w rodzinnym ogrodzie w Rogoźnie. Pochowany został na Cmentarzu Parafialnym w Rogoźnie.

## Linki do cenzurowanych artykułów
- https://web.archive.org/web/20180805233731/https://wmeritum.pl/ludwik-danielak-pocztowiec-ktory-zdjal-munduru/195524
- https://wmeritum.pl/rodzina-o-patriotycznych-korzeniach
- Stokłosa M. i  Wójcik A., http://sportowcydlaniepodleglej.pl/pocztowcy-ii-rp-sportowcy-i-patrioci/  Instytut Łukasiewicza, Kraków  2018